# Ponzano Veneto
Ponzano Veneto (velenceiül Ponsàn) település Olaszországban, Veneto régióban, Treviso megyében. Lakosainak száma 12 988 fő (2023. január 1.). Ponzano Veneto Paese, Povegliano, Treviso, Villorba és Volpago del Montello községekkel határos.

## Népesség
A település népességének változása:
| Lakosok száma | 12 714 | 12 776 | 12 988 |
|               | 2017   | 2018   | 2023   |